# Identidad de Brahmagupta
En matemáticas, la identidad de Brahmagupta enuncia que el producto de dos números, cada uno de los cuales es la suma de dos cuadrados, también es la suma de dos cuadrados. Específicamente:

{\displaystyle {\begin{aligned}\left(a^{2}+b^{2}\right)\left(c^{2}+d^{2}\right)&{}=\left(ac-bd\right)^{2}+\left(ad+bc\right)^{2}\ \qquad \qquad (1)\\&{}=\left(ac+bd\right)^{2}+\left(ad-bc\right)^{2}.\qquad \qquad (2)\end{aligned}}}

La identidad es cierta en cualquier anillo conmutativo, pero tiene su mayor utilidad en el anillo de los enteros.
La identidad fue nombrada en honor del matemático y astrónomo indio Brahmagupta (598-668).
Véase también la identidad de los cuatro cuadrados de Euler. Existe una identidad similar de ocho cuadrados que se deriva de los octoniones, pero no es especialmente interesante para los enteros porque todo entero positivo es suma de cuatro cuadrados.